# Glassalen
Glassalen i Tivoli er en koncertsal og teaterbygning i Tivoli. Den er oprindeligt fra 1863, men nedbrændte helt ved schalburgtagen i 1944. Glassalens arkitektoniske særpræg og specielle atmosfære er skabt af Poul Henningsen, der genopførte Glassalen i 1946. Efter 1902 er den blevet brugt til teater, revy m.m. Glassalen kan rummer op til 967 siddepladser.

## Historie
Glassalen blev opført i 1863. Den blev oprindeligt benyttet som koncertsal, hvor der blandt andet blev spillet musik af H.C. Lumbye. Fra 1902 til 1917 var bygningen kendt som Teatersalen. I begyndelsen af 1940'erne var Glassalen tilholdssted for swingpjatterne.
Glassalen blev udsat for schalburgtage i 1944 og blev efterfølgende genopbygget af Poul Henningsen. Stig Lommer var kunstnerisk leder af de årlige sommerrevyer fra 1949. Der blev lagt ud med Festfyrværkeri med Hornbækrevyen. Lommer forlod Glassalen i slutningen af 1950'erne. I tiden frem til 1973 var Osvald Helmuth og Max Hansen at finde blandt skuespillerne. Otto Lington ledede orkestret i 1951-1952 og igen fra 1958 til 1973.
Fra 1973 var Aage Stentoft direktør for teatret. I hans tid medvirkede blandt andet Ulf Pilgaard, Per Pallesen, Marguerite Viby og Dirch Passer i Tivoli Revyen. Passer faldt om bag scenen under en forestilling i Glassalen 3. september 1980 og døde efterfølgende i ambulancen. Stentoft trådte tilbage kort tid derefter. Efterfølgende fungerede Klaus Pagh som instruktør for Tivoli Revyen fra 1981 til 1987. Tivoli Revyen blev genoplivet i 2003 i samarbejdet med teatret Dr. Dante. I 2004 skiftede den navn til Tivoli Variete med Søren Østergaard som kunstnerisk leder.
Glassalen blev renoveret i 1998. Den bruges fortsat til teater, revy mv. Hvert år i december spilles for eksempel London Toast Theatre's Crazy Christmas Cabaret.